# Granlo (stadsdelsområde)
Granlo är ett stadsdelsområde i Sundsvalls tätortsregion i Sundsvalls kommun som omfattar stadsdelarna Granlo och Högom i tätorten Sundsvall.